# Aplasta squamata
Aplasta squamata är en fjärilsart som beskrevs av Otto Staudinger 1920. Aplasta squamata ingår i släktet Aplasta och familjen mätare. Inga underarter finns listade i Catalogue of Life.